# Françoise Jaquet
Françoise Jaquet (* 15. März 1957) ist eine Schweizer Mikrobiologin und Sportfunktionärin des Schweizer Alpen-Clubs (SAC). 

## Leben und Wirken
Jaquet wuchs zusammen mit drei Geschwistern in Fribourg als Tochter eines Schreiners auf. Sie studierte Biologie in Fribourg, und promovierte in Mikrobiologie an der ETH Zürich. Sie arbeitete von Januar 2010 bis März 2020 bei Swissmedic in Bern, seit April 2020 ist sie selbstständig. Sie lebt heute in Crésuz im Greyerzerland und teilweise in Fribourg.
Von 2007 bis 2011 war sie Präsidentin der SAC Sektion Moléson in den Freiburger Voralpen. Seit 2010 war sie Mitglied im nationalen Zentralvorstand des SAC und wurde im Juni  2013 ohne Gegenstimme zur ersten Präsidentin des Schweizer Alpen-Clubs gewählt. 2021 trat sie von dieser Funktion wegen der geltenden Amtszeitbeschränkung zurück; zu ihrem Nachfolger wählte die Delegiertenversammlung des SAC den Bündner Stefan Goerre.
Im Oktober 2020 wurde Françoise Jaquet ins Executive Board der Union Internationale des Associations d’Alpinisme (UIAA) gewählt.